# Гудков Дмитрій Генадійович
Дмитро Геннадійович Гудков (нар. 19 січня 1980 року, Коломна, Московська область, РСФСР) — російський політик, громадський діяч, опозиціонер.
Голова Партії змін (23.06.2018 — 30.03.2020). Депутат Держдуми РФ VI скл. (21.12.2011 — 18.09.2016).
На виборах 2016 року балотувався до Держдуми РФ VII скл. від партії «Яблуко» за одномандатним округ Москви, проте не набрав потрібних голосів. Колишній член партії «Справедлива Росія». Син політика Геннадія Гудкова.

## Освіта
- 1996 — московська гімназія № 625 з фізико-математичними та гуманітарними класами.
- 2001 — факультет журналістики МДУ.
- Отримав другу вищу освіту, закінчивши факультет світової економіки Дипломатичної академії МЗС Росії.

## Робота
Під час навчання в університеті очолював центр громадських зв'язків компанії «Оскордъ», якою володіє його батько Геннадій Гудков.
2001 року створив один з найбільших суспільно-політичних тижневиків Підмосков'я «Регіональні вєсті».

## Політика
1999 року брав участь у виборчій кампанії свого батька Геннадія Гудкова, який став депутатом Держдуми РФ III, IV, V і VI скликань. До 2005 року очолював кампанії кандидатів на відповідальні виборні посади в різних регіонах Росії.
З 2004 — керівник прес-служби та координатор молодіжної політики Народної партії РФ. 2005 став одним з ініціаторів створення Молодіжної громадської палати.
Після об'єднання Народної партії РФ і партії «Справедлива Росія» 2007 року став керівником прес-служби останньої. З 2009 року — голова ради партії «Справедлива Росія» з молодіжної політики.
З 1 жовтня 2009 року — лідер молодіжної організації партії «Справедлива Росія» (голова ООМО «Молоді соціалісти Росії»), радник голови Ради Федерації Сергія Миронова.
Блогер, сприяє правозахисникам і екологам, зокрема шляхом організації депутатських запитів у різні державні органи. У жовтні 2010 року на своїй сторінці в ЖЖ оприлюднив скандальний факт прориву нафтопроводу «Транссібнафти» під Новосибірськом в селі Мошково, що стався 2008 року. Також розкрив схему позбавлення військових пенсіонерів належної їм після звільнення житлової площі.

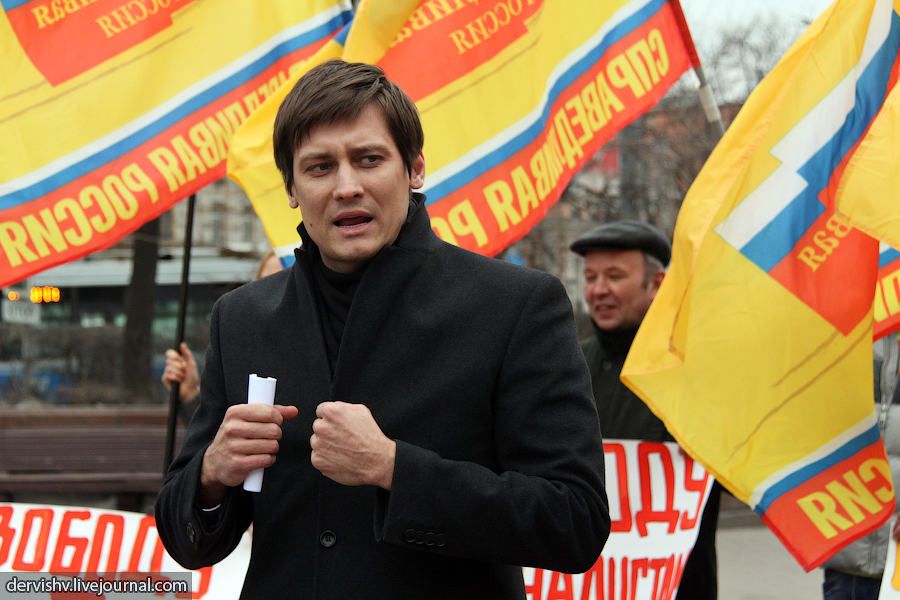
На пікеті на захист прав журналістів. Москва, 2011

У травні 2011 року опублікував «Відкритий лист військовослужбовців президенту РФ», в якому ошукані офіцери просили допомогти у вирішенні житлових проблем. Брав участь в захист Хімкінського лісу, спільно з челябинськими блогерами розслідував розкрадання в Челябінській області бюджетних коштів на 11 млрд руб., результатом чого стала скасування корупційного конкурсу і порушення кримінальних справ проти його організаторів.

### Робота в Думі РФ
У грудні 2011 року став депутатом Державної думи РФ VI скликання (від фракції «Справедлива Росія»), членом комітету Думи з конституційного законодавства і державного будівництва. Був членом міжурядової комісії між Росією і США.
Автор законопроєктів:
- поправки у виборче законодавство, повертає прямі вибори мерів міст і графи «проти всіх», а також введення багатомандатних округів і змішаної пов'язаної системи на виборах в Державну думу;
- про скасування продуктових контрсанкций у зв'язку з їх невідповідністю конституції (на думку Гудкова, за законодавством введення санкцій було можливо тільки через рішення Думи, а не органів виконавчої влади. Дану пропозицію було розкритиковано усіма думськими фракціями за «антидержавність», а ЛДПР запропонувала позбавити Гудкова депутатського мандата. Ряд експертів і політиків виступили з підтримкою законопроєкту, наприклад, екс-міністр фінансів Олексій Кудрін);
- про скасування строку давності для перевірки дисертації на плагіат (розроблений спільно з спільнотою Диссернет).

2012 року при ухваленні законопроєкту про посилення покарань і збільшення штрафів при проведенні несанкціонованих мітингів разом з депутатом Іллею Пономарьовим провів «італійський страйк», коли протягом 11 годин зачитував пропоновані поправки у даний законопроєкт.
Гудков — один з небагатьох депутатів, які не голосували за визнання окупації Криму Росією.
Також голосував проти закону Дмитра Яковлєва і вносив до Думи пропозиції щодо скасування даного закону в рамках підтриманого президентом проєкту цивільних ініціатив, зібрав 140 тис. підписів на сайті Нової газети.

### Участь у протестах 2011—2013
2011—2013 — брав участь у протестах проти фальсифікації виборів. Використовуючи депутатські повноваження, він намагався попередити затримання деяких громадян, а також писав запити в Генпрокуратуру РФ щодо протиправних дій поліціянтів під час мітингів. На одній з масових акцій був затриманий, незважаючи на депутатську недоторканність.
Був обраний в Координаційну раду опозиції, посівши 10 місце в загальногромадянському списку.

### Виключення з «Справедливої Росії»
У січні 2013 року, після участі в «Марші проти негідників», бюро президії центральної ради партії «Справедлива Росія», пред'явило Гудковим ультиматум — або піти з Координаційної ради опозиції чи партії. Гудкови відмовилися виходити з КС.
13 березня 2013 року рішенням Бюро президії Центральної ради партії Геннадія і Дмитра Гудкових було виключено з партії за «дії, що завдають шкоди партії». Питання про їх виключення поставив керівник партії Сергій Миронов.
Звертаючись до членів Бюро, Геннадій Гудков заявив про неможливість зробити вибір між «Справедливою Росією» і роботою в КСВ. Заявивши про готовність прийняти будь-яке рішення однопартійців, він висловив упевненість, що «Справедлива Росія» «здійснює стратегічну помилку підігрування владі».
Після виключення Гудкових депутати Ілля Пономарьов та Валерій Зубов розкритикували це рішення. 14 березня він оголосив про припинення партійної діяльності до осіннього з'їзду партії та намір створити міжфракційну групу депутатів у Держдумі з попередньою назвою «Альтернатива». В неї можуть увійти парламентарії з різних партій, «які хочуть залишитися незалежними і не вступати в ряди створюваної єдиної партії влади». Лідер партії «Громадянська платформа» Михайло Прохоров підтримав цю ініціативу, і повідомив про те, що він і його партія збираються використовувати «цей майданчик як можливість для просування своїх законопроєктів» в парламенті.
Спікер Держдуми Сергій Наришкін припустив, що у Дмитра Гудкова буде «особливий статус».

15 березня 2013 року стало відомо про те, що вісім депутатів (Леонід Левін, Микола Лакутин, Ігор Зотов, Джамал Гасанов, Олексій Митрофанов, Вадим Харлов, Володимир Машкарин і Володимир Парахин), відсторонених від роботи у фракції «Справедлива Росія» і об'єдналися в незалежну групу, розглядає для себе можливість повернутися до взаємодії з есерами. Частина з них була відсторонена від роботи у фракції за порушення партійної дисципліни, коли проголосувала за кандидатуру Медведєва на пост прем'єр-міністра, а інша частина заявила про своє неприйняття радикалізації партії за підтримки і участі в акціях протесту. Політолог Михайло Виноградов вважає це за реакцією влади на лояльність партії, яка проявилася у виключенні Гудкових.

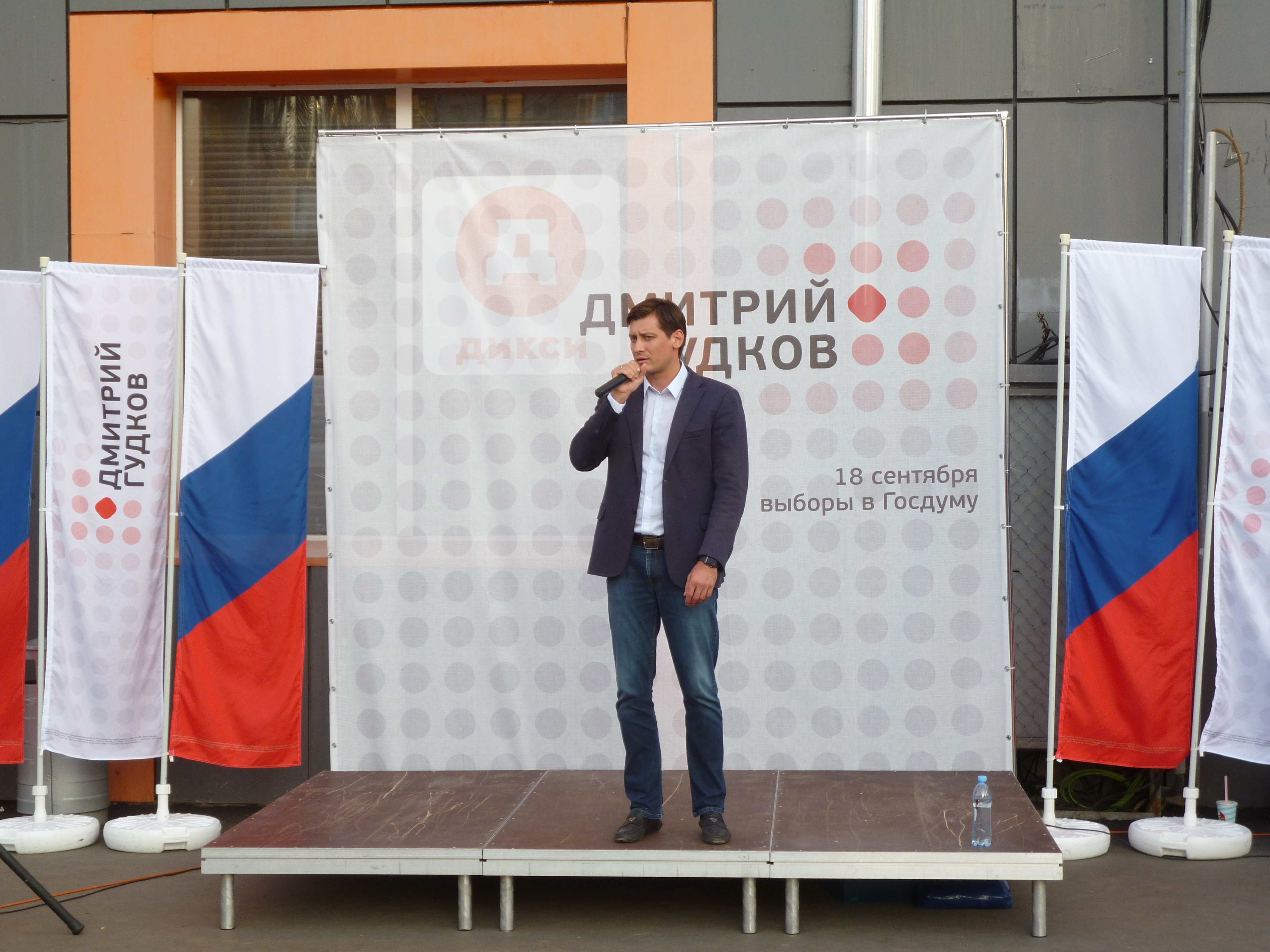
Виступ у липні 2017

### Розслідування участі російських військових у війні в Україні
29 серпня 2014 року направив до Міністерства оборони РФ запит щодо участі російських військових в російсько-українській війні. Зокрема, депутат запитував, «чи дійсно зараз російські військовослужбовці беруть участь в операціях по той бік російсько-українського кордону», цікавився, скільки бійців російської армії були останнім часом поранені і вбиті на території сусідньої держави, чи отримують їхні родичі матеріальну допомогу «в обмін на обіцянку мовчати», а також ставив питання про те, за що 76-а дивізія ВДВ РФ була 18 серпня 2014 року нагороджена орденом Суворова.
Через місяць, 29 вересня, Міністерство оборони, не відповівши на жодне із запитань депутата, повідомило, що не має права розголошувати персональні дані громадян (зокрема — солдатів).

### Висування в Державну думу VII скликання
У лютому 2016 року повідомлялося про рішення політика балотуватися в Держдуму за Тушинським одномандатним округом Москви. Одночасно він закликав опозиційні сили створити єдиний список на базі партії «Яблуко». Серед суперників Гудкова буде екс-керівник Росспоживнагляду і колишній головний санітарний лікар Росії Геннадій Онищенко. Поряд з висуненням по одномандатному округу включений в загальнофедеральних частину списку партії «Яблуко».
Передвиборна програма Гудкова включала обмеження перебування на посаді президента двома чотирьохрічними термінами; забезпечення незалежності суду; зміна закону про парламентському контролі; ратифікацію статті 20 Конвенції ООН проти корупції; перерозподіл бюджетних коштів з військово-поліцейського сектора в освіту, охорону здоров'я і науку; прямі вибори губернаторів і мерів; розширення повноважень місцевого самоврядування; розвиток високотехнологічних галузей економіки.
На виборах, що пройшли у вересні 2016 року поступився кандидату від «Єдиної Росії» Геннадія Онищенко, набравши 19,7 % голосів.

### «Об'єднані демократи»

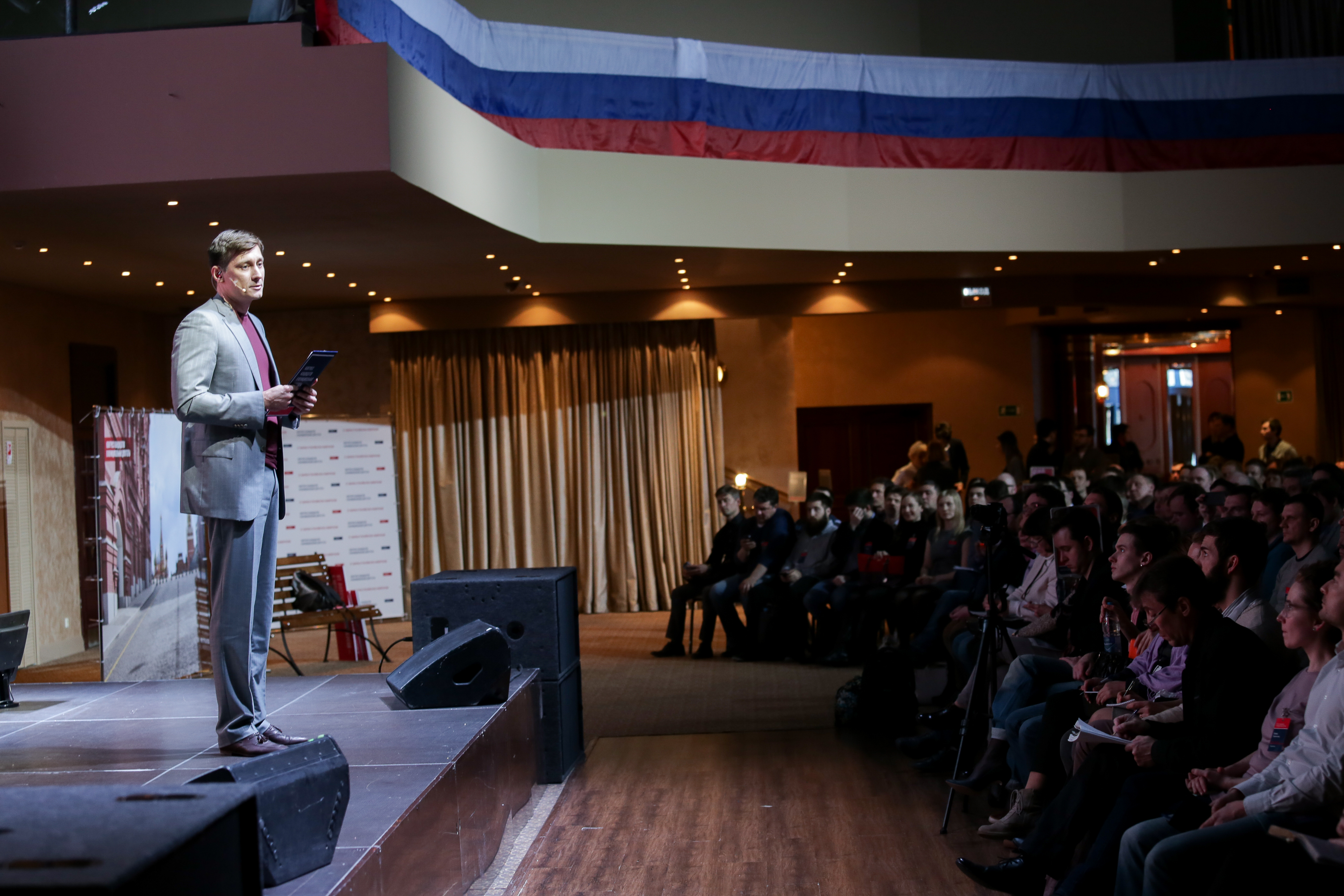
На виступі перед кандидатами в депутати на конгресі «Об'єднаних демократів»

2017 року організував коаліцію «Об'єднані демократи» для участі у виборах муніципальних депутатів у Москві. До коаліції увійшли політичні партії «Яблуко», «Партія народної свободи», руху «Відкрита Росія» і «Солідарність». За підсумками голосування 10 вересня кандидати з коаліції зайняли 266 місць з 1502 до 62 районах столиці. Участь у виборах взяли 1052 кандидатів у депутати демократичних поглядів.

### В Україні
В червні 2021 року покинув РФ через переслідування, переїхавши до України.

## Проєкти

### «Золоті кренделі»
У своєму блозі опублікував понад 30 корупційних розслідувань щодо порушення законодавства з боку чиновників і депутатів різних рівнів, у тому числі щодо володіння закордонною нерухомістю та активами, а також подання недостовірних відомостей у деклараціях про доходи. Зокрема, його дослідження були присвячені депутатам Андрію Ісаєву і Володимиру Пехтіну, екс-губернатору Челябінської області Михайлу Юревичу.
Назва проєкту була пов'язана з публікацією незадекларованого, на думку Гудкова, списку компаній, які належать депутату Олені Ніколаєвій, серед яких було ТОВ «Золотий крендель».
Також в рамках проєкту Гудков опублікував декларацію самої багатої дружини російського чиновника — дружини мера Нижнього Новгорода Элады Нагірній, яка не була до цього опублікована у відкритому доступі, незважаючи на вимогу закону.

### Фонд підтримки вільних ЗМІ
Дмитро Гудков разом з депутатом Іллею Пономарьовим, відповідальним секретарем КСВ і координатором підмосковного відділення Комітету громадянських ініціатив Дмитром Некрасовим, а також письменником Костянтином Воронковим заснував Фонд підтримки незалежних ЗМІ. Перші кошти в нього внесені у тому числі паном Некрасовим і сім'єю Гудкових, однак засновники оголосили про готовність до переговорів про фінансування з усіма структурами.
Флагманським проєктом ста суспільно-політичний щотижневий тележурнал «Парфьонов», ведучим якого став Леонід Парфьонов. Шеф-редактор програми Олександр Уржанов, колишній шеф-редактор програми «Центральне телебачення» на російському телеканалі НТВ. 24 березня мав відбутися перший випуск передачі, творцями якої є Фонд і телеканал «Дощ» (фінансують 50 % витрат на її виробництво). Після прем'єрного показу на цьому телеканалі програма буде безкоштовно розповсюджуватися в регіональних каналах.
Через фонд будуть збиратися кошти на створення контенту для регіональних і інших телеканалів, з допомогою якого можна буде створити «справжнє громадянське телебачення». Опозиціонери заявили про те, що збираються робити об'єктивне, політично незаангажоване телебачення", а самі вони не будуть втручатися в справи «журналістського колективу».

### «Повернемо вибори мера»
Гудков виступав проти реформи місцевого самоврядування, за якою передбачалося введення дворівневої системи управління містом. На думку Гудкова, більш демократичною формою є прямі вибори мера за допомогою голосування жителів. Для протидії прийняття реформи організував кампанію «Повернемо вибори мера», в рамках якої були створені 10 ініціативних груп у найбільших містах з проведення референдуму з цього питання.
Офіційно референдуми провести не вдалося, так як у всіх містах була отримана відмова у реєстрації ініціативних груп. Найбільш активна кампанія пройшла в Нижньому Новгороді, де в рамках «народного референдуму» було зібрано 52 тис. підписів за повернення прямих виборів мера, а також пройшов загальноросійський форум з реформи місцевого самоврядування.

## Сімейний бізнес
Більше 20 років мати і брат Дмитра Гудкова керували ТОВ ЧОП «Агентство безпеки „Пантан“», в якому працює кілька тисяч співробітників. У травні 2012 року дію ліцензії на здійснення приватної охоронної діяльності агентства припинена. Дмитро Гудков у своєму блозі висловив думку про незаконність пов'язаних з цим дій поліції, метою яких, на його думку, є переслідування опозиційних політиків.

## Критика
20 березня 2012 року Гудков опублікував у блозі пост «Мексиканська затока під Новосибірськом. Продовження про розлив нафти», в якому звинувачує «Транссібнафту» у вбивстві риби в річці Балта. Депутат доклав фотографії людей, які дістають з ополонки кілька мертвих риб. Звинувачення Гудкова викликали критику з боку експертів. На екологічних порталах, в регіональних ЗМІ та у блогах з'явилися матеріали, що спростовують версію про загибель риби від нафти, представлену депутатом.
26 березня 2012 року координатор «Лівого фронту» Сергій Удальцов розкритикував своїх ідейних соратників з «Справедливої Росії» Дмитра Гудкова і Іллю Пономарьова за їх участь у передачі «Нтвшники» 25 березня 2012 року. «От я не зрозумів. Опозиція бойкотує НТВ, а зараз опозиціонери сидять там в ефірі. За слова вже ніхто не відповідає?», — написав Удальцов в Twitter.

### Поїздка в США

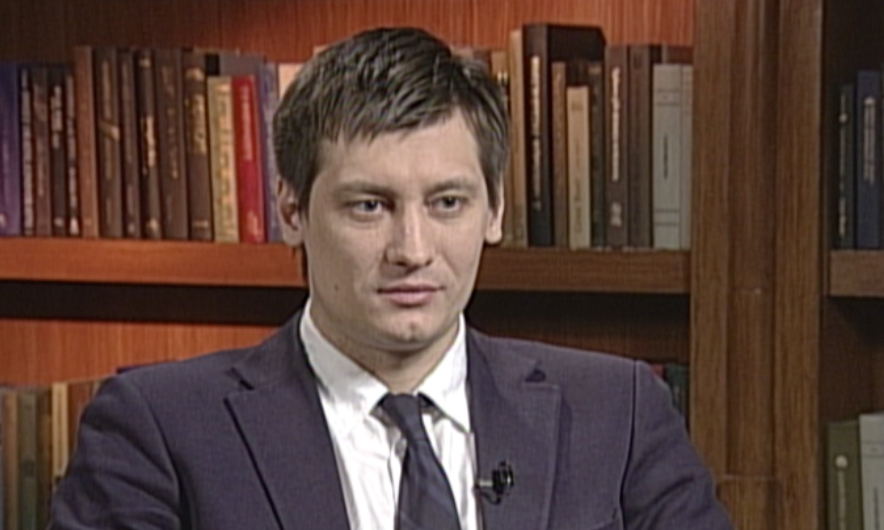
Інтерв'ю «Голосу Америки» 8 березня 2013

1 березня 2013 року поїхав до США, де планував домовитися про співпрацю в пошуку незадекларованої нерухомості російських чиновників, а також відвідати сім'ї, які всиновили дітей з Росії. Після відвідин кількох американських сімей депутат повідомив про те, що ніяких труднощів з цим у нього не виникло. Також сказав, що посольство РФ з прийомними батьками не зв'язувалося і не цікавиться долею усиновлених дітей.
4 березня Гудков взяв участь у конференції «Новий підхід чи статус-кво? Відносини США, ЄС та Росії на тлі путінських репресій». Вона відбулася в Сенаті США, а її організаторами стали правозахисна організація Freedom House, фонд «Інститут сучасної Росії». У своїй промові він вказав на те, що Конституція РФ дає «необмежену» влада президента, на основі чого Путін побудував «вертикаль влади». На його думку, влада пішла шляхом фальсифікації кримінальних справ проти організаторів і лідерів протестних акцій. Парламентарій описав Держдуму як «скажений принтер», що приймає репресивні закони, спрямовані проти протестної активності. Він закликав американців допомогти Путіну в боротьбі з корупцією, і для цього поширювати інформацію про закордонну власність російських чиновників.
Виступ Гудкова викликав критику як пропагандистів державних ЗМІ Дмитра Кисельова і Володимира Соловйова, так і депутатів. Сергій Железняк (Єдина Росія) назвав свого колегу зрадником, а власник ЛДПР Жириновський вимагав заарештувати його за зраду батьківщини. Член Громадської палати РФ Георгій Федоров хотів перевірити, за чий рахунок Гудков їздив до США. Гудков заявив про те, що їздив за власний рахунок і як доказ показав копії платіжних документів.
13 березня 2013 року Железняк направив запит до комітету Державної Думи РФ з питань депутатської етики у зв'язку з поїздкою до США Гудкова. На його думку, необхідно було розібратися з діями Гудкова в Америці, оскільки він не мав права виступати як парламентарій. 15 березня депутати Сергій Железняк, Світлана Горячева, Олег Денисенко та Ігор Лебедєв підписали звернення, в якому просять дати оцінку діям Гудкова.
20 березня Гудків не з'явився на засідання комісії з етики через кілька факторів. За його словами, «дружньо налаштовані депутати, причому члени комісії» заздалегідь повідомили йому про підготоване рішення, яке планувала прийняти комісія: позбавити слова на місяць, вимагати вибачень і запропонувати здати мандат. Крім цього, депутата не покликали на засідання, яке до того ж зробили закритим для преси. Члени комісії з СР також не прийшли на засідання, а решта учасників прийняли передбачений Дмитром варіант. На його думку такі дії разом з прийняттям скандальних законів ведуть шосте скликання Думи до розпуску.
На тлі цих подій голова комісії з контролю за доходами депутатів Микола Ковальов (Єдина Росія) повідомив про те, що розмовляв у Відні з американським сенатором Бенджаміном Кардіном про спільні зусилля в пошуку закордонного майна і рахунків російських чиновників.

### Розрив з «Яблуком», створення партії з Ксенією Собчак
22 грудня 2017 року Дмитро Гудков виступив на з'їзді партії «Яблуко», де підтримав кандидатуру Григорія Явлінського на пост президента Росії. Проте 13 березня, за 4 дні до виборів Президента, Гудков повідомив про припинення співпраці з партією Яблуко. У подальшому припинення співпраці з Яблуком він пояснив тим, що в процесі президентської кампанії не міг зустрітися з Григорієм Явлінським особисто.
15 березня 2018 роки спільно з іншим кандидатом у президенти Росії на виборах 2018 Ксенією Собчак оголосив про створення нової політичної партії на базі партії «Громадянська ініціатива». Гудков повідомив, що головною метою створюваної партії стане проходження в парламент — перемога на парламентських виборах 2021 року. Він також зазначив, що серед ініціатив партії в разі проходження в Держдуму будуть скасування статті 282 Кримінального кодексу РФ про екстремізм, а також посилення парламентського контролю за правоохоронними органами. З'їзд партії «Громадянська ініціатива» намічений на 23 червня 2018 року, тоді ж вона буде перейменована в «Партію змін». При цьому на регіональні вибори 2018 року і вересневі вибори мера Москви партія піде під старою назвою.
Гудков розраховував стати "єдиним кандидатом від опозиції на виборах мера Москви, однак зіткнувся з планами Іллі Яшина також заявитися кандидатом. Політик, коментуючи плани Яшина, заявив, що висунення простежуються «особисті інтереси навіть не стільки Іллі, скільки Олексія Навального, півроку уговаривавшего його виступити в пику Гудкову». Політики обговорювали варіант вибрати єдиного кандидата у рамках праймеріз «Яблука», але партія їм у цьому відмовила за формальними підставами — Гудкову через членство у «Громадянської ініціативи». Додатковий тиск на Гудкова як кандидата має партнерство з Ксенією Собчак, яка напередодні оголошення дати з'їзду нової партії у своєму Инстаграме в один день виступила в підтримку кандидатури Гудкова, так і діючого мера Собяніна, чим викликала хвилю критики серед членів партії і взагалі опозиції.
23 червня 2018 року партія Громадянська ініціатива перейменована в партію Змін, а Дмитро Гудков обраний головою партії.

## Родина
- Одружений другим шлюбом на своєму прес-секретарі та журналістці Валерії Суршковой. Олександр — перша дитина у Валерії та Дмитра Гудкових. Від першої дружини, журналістки НТВ Софії Гудкової, виховує двох дітей — дочку Анастасію та сина Івана.
- Мати — Марія Петрівна Гудкова (*1956), голова ради директорів об'єднання структур безпеки «Оскордъ».
- Батько — Геннадій Володимирович Гудков (15 серпня 1956, Коломна, Московська область) — російський політик і підприємець.
- Молодший брат — Володимир Геннадійович Гудков, генеральний директор колекторського агентства «Центральне Боргове Агентство».

## Фільмографія
- 2012 — «Термін» — режисери Олексій Пивоваров, Павло Костомаров та Олександр Расторгуєв.